# Mitra (gênero)
Mitra é um gênero de moluscos gastrópodes marinhos, carnívoros, pertencentes à família Mitridae. Foi classificado por Jean-Baptiste de Lamarck, em 1798, e suas conchas são predominantemente de espiral fusiforme, adaptadas para escavar a areia dos ambientes bentônicos que habitam, sendo principalmente distribuídas pela região Indo-Pacífica. Sua espécie-tipo é Mitra mitra (Linnaeus, 1758), originalmente descrita como Voluta mitra em seu Systema Naturae. Uma quantidade muito maior de espécies já esteve presente sob tal denominação (Mitra) até o início do século XXI, agora colocadas em gêneros como Vexillum, Nebularia, Isara, Probata, Imbricaria, Scabricola, Cancilla e Neocancilla, dentre outros.

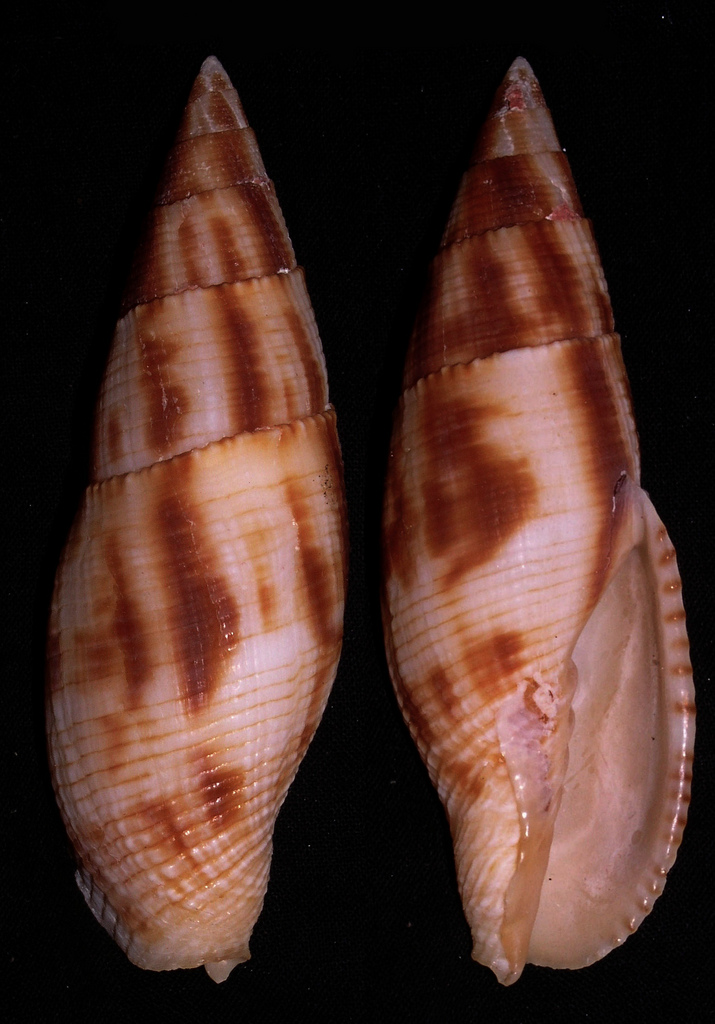
Fotografia da vista superior (esquerda) e inferior (direita) da concha de Nebularia eremitarum (Röding, 1798), uma espécie do sudoeste do Pacífico que já esteve catalogada no gênero Mitra (M. eremitarum).
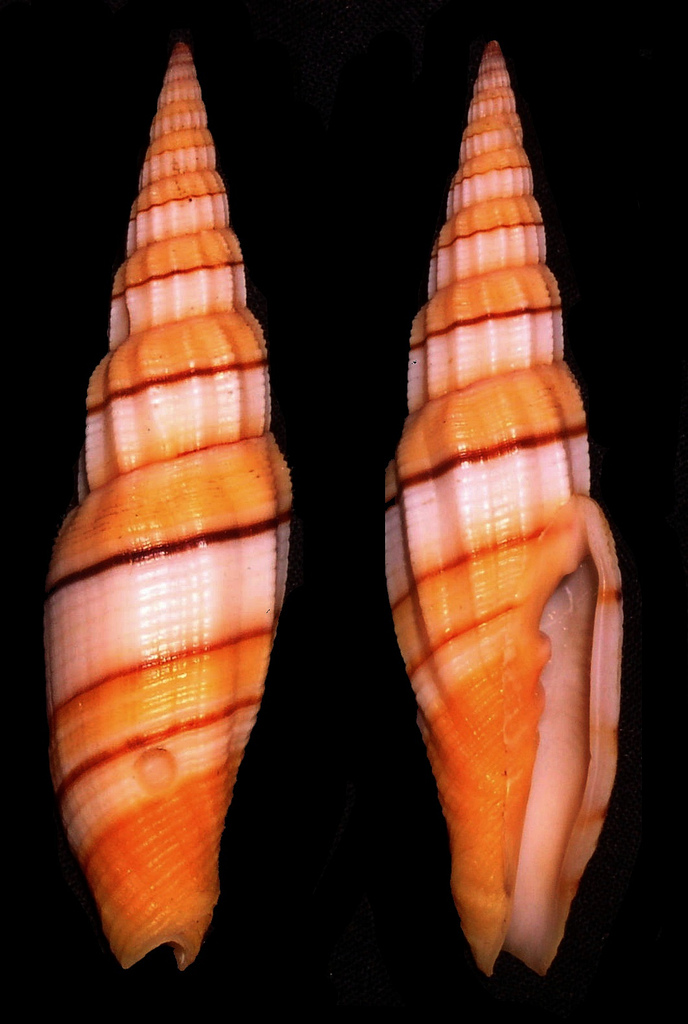
Fotografia da vista superior (esquerda) e inferior (direita) da concha de Vexillum taeniatum (Lamarck, 1811), uma espécie do Indo-Pacífico que já esteve catalogada no gênero Mitra (M. taeniata).

## Espécies
- Mitra abbatis Perry, 1811
- Mitra deprofundis H. Turner, 2001
- Mitra granata Reeve, 1845
- Mitra inca d'Orbigny, 1841
- Mitra magnifica Houart, 2015
- Mitra mitra (Linnaeus, 1758) - Espécie-tipo
- Mitra muricata (Broderip, 1836)
- Mitra papalis (Linnaeus, 1758)
- Mitra stictica (Link, 1807)
- Mitra turgida Reeve, 1845
- Mitra variabilis Reeve, 1844
- Mitra vezzaronellyae Cossignani, 2016[1]

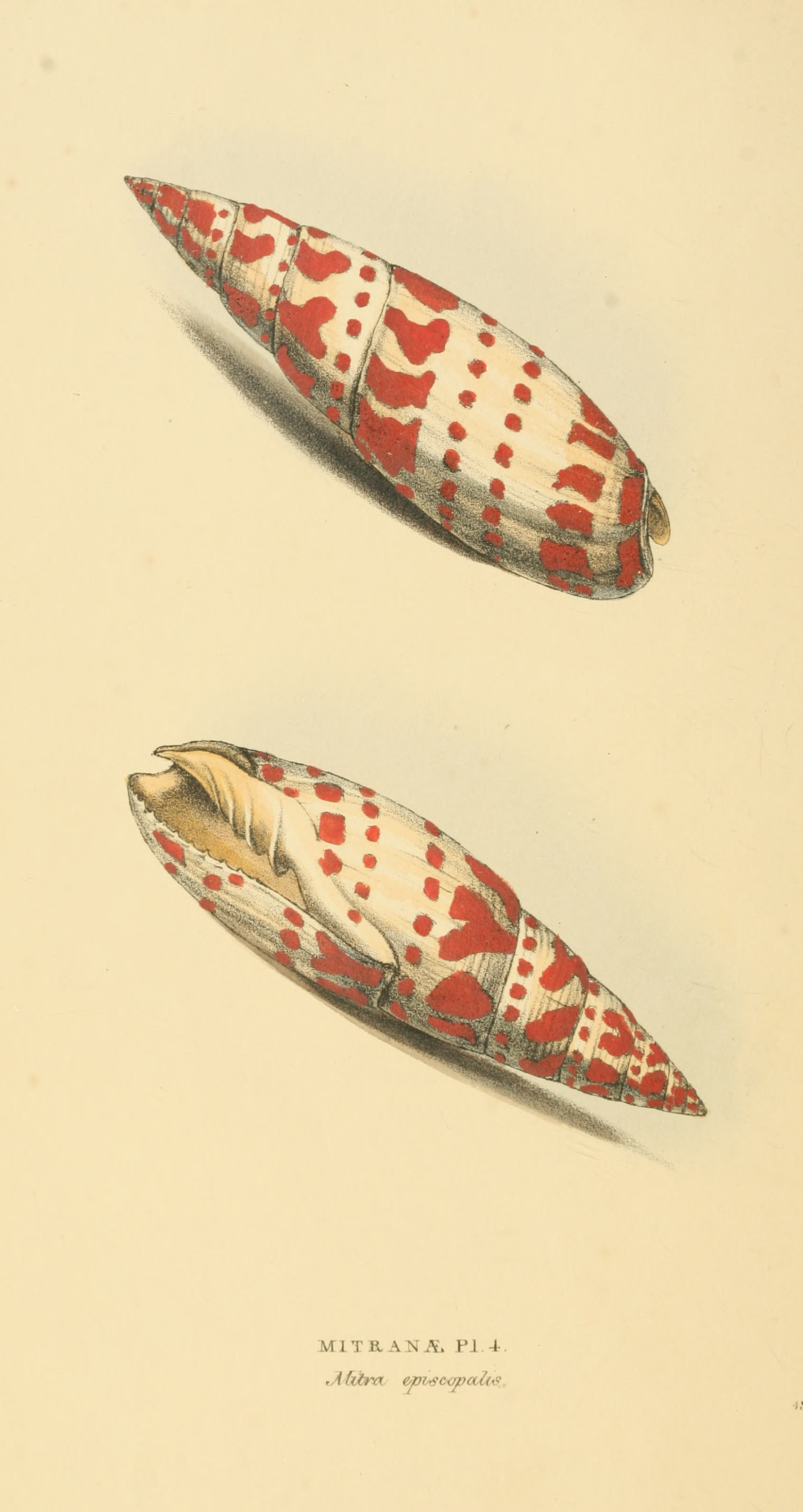
Ilustração de M. mitra datada de 1829, onde é possível a observação de sua antiga denominação: Mitra episcopalis.[5] Ilustração feita por William John Swainson.